# Nazım Sangaré
Nazım Sangaré (* 30. Mai 1994 in Köln) ist ein deutsch-türkischer Fußballspieler. Er steht aktuell beim türkischen Erstligisten Fatih Karagümrük SK unter Vertrag.

## Karriere

### Verein
Sangaré wechselte am 1. Juli 2013 aus der U-19 in die 2. Mannschaft von Borussia Mönchengladbach. Dies sollte nicht von langer Dauer sein, denn schon am 25. Juli wechselte er innerhalb der Liga zu Alemannia Aachen. Sangaré hatte bereits von 2008 bis 2012 in der Jugendabteilung der Alemannia gespielt. Sein Debüt in der Regionalliga West gab er am 26. Juli 2013, dem 1. Spieltag. Beim 3:1-Erfolg über den SC Fortuna Köln erzielte er in der 38. Spielminute den Treffer zum 2:0. Er kam auch bei der 2. Mannschaft der Alemannia in der Mittelrheinliga zum Einsatz.
Nach einer Spielzeit wechselte Sangaré im Sommer 2014 zum Ligakonkurrenten, der 2. Mannschaft von Fortuna Düsseldorf. Insgesamt spielte er zwei Saisons in der Regionalliga West für die Fortuna und absolvierte währenddessen in einem Bergheimer Kindergarten ein längeres Praktikum als Erzieher.
Im Juli 2016 wechselte er von Düsseldorf zum VfL Osnabrück. Sein Debüt in der 3. Liga feierte er am 10. August 2016, dem 3. Spieltag. In der Partie gegen den 1. FSV Mainz 05 II kam er in der 74. Minute für Jules Reimerink ins Spiel und erzielte zwei Minuten später den Treffer zum 2:2-Endstand. Sangaré stand bis zum 30. Juni 2018 beim VfL unter Vertrag, wechselte jedoch am vorletzten Tag der Transferperiode im August 2017 zum türkischen Erstligisten Antalyaspor.
Im September 2020 wechselte Sangaré zum Ligakonkurrenten Fenerbahçe Istanbul. Dort spielte er bis zum September 2023 und wechselte anschließend für ein Jahr zum Erstligisten Fatih Karagümrük SK. Seit Juli 2024 steht Sangaré bei Göztepe Izmir in der gleichen Liga unter Vertrag.

### Nationalmannschaft
Nachdem Sangaré bei Antalyaspor zum Stammspieler aufgestiegen war und über einen längeren Zeitraum überzeugt hatte, wurde er im Rahmen zweier A-Länderspiele zum ersten Mal in seiner Karriere im Mai 2019 vom Nationaltrainer Şenol Güneş in das Aufgebot der türkischen Nationalmannschaft nominiert. In der Testpartie vom 30. Mai 2019 gegen Griechenland gab er sein Länderspieldebüt.

## Privatleben
Sangarés Mutter ist türkischer Abstammung und sein Vater stammt aus Guinea. Sangaré absolvierte während seiner Zeit bei Fortuna Düsseldorf in einem Bergheimer Kindergarten ein längeres Praktikum als Erzieher.